# Anderson Sebastião Cardoso
Anderson Sebastião Cardoso, mais conhecido como Chicão (Mogi Guaçu, 3 de junho de 1981), é um  ex-futebolista brasileiro que atuava como zagueiro. Atualmente é coordenador das categorias de base e do profissional do Corinthians. 

## Carreira

### Origens
O zagueiro começou sua carreira no Mogi Mirim (2000 até 2003), equipe próxima de sua cidade natal. Passou também pela Portuguesa Santista (2003 a 2004), América (2004 a 2005), Juventude (2005 a 2006) e Figueirense (2006 a 2007).

### Figueirense
No Figueirense, foi Campeão Catarinense em 2006 e um dos destaques do time — além de capitão era o cobrador de faltas. Foi o artilheiro da equipe no Campeonato Brasileiro de 2007.

### Corinthians
Foi contratado pelo clube Corinthians para o Campeonato Paulista de 2008 e a Série B daquele ano, sendo um dos destaques da equipe em ambas as competições. Chegou à final da Copa do Brasil de 2008 e ficou com o vice-campeonato. Em 8 de novembro conquistou o título da Série B pelo Corinthians.
Em 2009, conquistou o Campeonato Paulista e a Copa do Brasil, no ano de 2011 conquistou Campeonato Brasileiro atuando a maior parte da competição como titular, porém perdendo a sua condição de titular ao longo da competição para o zagueiro Paulo André.
No início de 2012 após uma contusão do então titular Paulo André, Chicão retornou ao time titular, e tem sido novamente um dos líderes do elenco.
Desde que chegou ao Corinthians em 2008, Chicão se tornou o 2º zagueiro que mais marcou gols com a camisa do Corinthians,e ficou conhecido como Chicão de Plantão.No ano de 2011 conseguiu a conquista do Campeonato Brasileiro 2011, sendo o 5º do Corinthians, conseguiu mais um feito histórico com a camisa do Corinthians ao conquistar a Taça Libertadores da América em 2012, sendo então de forma invicta e a primeira da equipe na história. Pouco mais de 5 meses depois conquista a taça da Copa do Mundo de Clubes da FIFA após vitórias contra o Al-Ahly Sporting Club, do Egito, e o campeão europeu Chelsea, entrando de vez para a história do Corinthians. O zagueiro disputou 247 jogos pelo time paulista e marcou 42 gols.

### Flamengo
Na manhã de sábado do dia 3 de agosto de 2013, o jogador rescindiu com o Corinthians e acertou com o Flamengo por um ano e meio. Em sua estreia pelo Flamengo contra o Goiás, o zagueiro marcou logo seu primeiro gol numa cobrança de falta, que garantiu o empate por 1 a 1.
No fim de 2014, após 1 ano e meio no Flamengo e com dois títulos conquistados, diretoria rubro-negra oficializou o adeus do Chicão e ele sequer jogou pela última rodada do Brasileirão de 2014, contra o Grêmio.

### Bahia
No dia 16 de Janeiro, Chicão acertou sua transferência para o Bahia com contrato até o final do ano.
Após ter poucas chances, Chicão e Bahia chegam a um acordo e rescindem o contrato.

### Delhi Dynamos
Em agosto de 2015, Chicão acertou com o Delhi Dynamos, equipe do jogador-treinador Roberto Carlos.
Em 2016, após sete meses sem clube, decide anunciar sua aposentadoria como futebolista.

## Carreira como treinador

### Boa Esporte
Em maio de 2018, foi convidado por Daniel Paulista para ser seu auxiliar técnico no Boa Esporte.

## Carreira como dirigente
Foi nomeado do dia 26 de novembro de 2023, pelo recém nomeado presidente Augusto Melo como coordenador das categorias de base para o profissional, a partir do início de seu mandato, ou seja, a partir de 2 de Janeiro de 2024.

## Estatísticas
Até 23 de março de 2014.

### Clubes
| Clube             | Temporada         | Campeonato nacional | Campeonato nacional | Copa nacional[a] | Copa nacional[a] | Competições continentais[b] | Competições continentais[b] | Outros torneios[c] | Outros torneios[c] | Total | Total |
| Clube             | Temporada         | Jogos               | Gols                | Jogos            | Gols             | Jogos                       | Gols                        | Jogos              | Gols               | Jogos | Gols  |
| ----------------- | ----------------- | ------------------- | ------------------- | ---------------- | ---------------- | --------------------------- | --------------------------- | ------------------ | ------------------ | ----- | ----- |
| Corinthians       | 2008              | 21                  | 10                  | 9                | 2                | -                           | -                           | 19                 | 0                  | 49    | 12    |
| Corinthians       | 2009              | 25                  | 4                   | 10               | 3                | -                           | -                           | 19                 | 8                  | 54    | 15    |
| Corinthians       | 2010              | 25                  | 1                   | -                | -                | 8                           | 1                           | 12                 | 3                  | 45    | 5     |
| Corinthians       | 2011              | 22                  | 4                   | -                | -                | 2                           | 0                           | 16                 | 1                  | 40    | 5     |
| Corinthians       | 2012              | 20                  | 3                   | -                | -                | 16                          | 0                           | 13                 | 2                  | 49    | 5     |
| Corinthians       | 2013              | 4                   | 0                   | -                | -                | 1                           | 0                           | 5                  | 0                  | 10    | 0     |
| Corinthians       | Total             | 117                 | 22                  | 19               | 5                | 25                          | 1                           | 84                 | 14                 | 247   | 42    |
| Flamengo          | 2013              | 14                  | 1                   | 6                | 1                | 0                           | 0                           | 0                  | 0                  | 20    | 2     |
| Flamengo          | 2014              | 18                  | 0                   | 6                | 0                | 1                           | 0                           | 5                  | 0                  | 4     | 0     |
| Flamengo          | Total             | 32                  | 1                   | 6                | 1                | 1                           | 0                           | 5                  | 0                  | 24    | 3     |
| Total na carreira | Total na carreira | 131                 | 23                  | 25               | 6                | 25                          | 1                           | 88                 | 14                 | 269   | 45    |

- a. ^ Jogos da Copa do Brasil
- b. ^ Jogos da Copa Libertadores e Copa Sul-Americana
- c. ^ Jogos do Campeonato Carioca e Jogo amistoso

## Títulos
Figueirense
- Campeonato Catarinense: 2006

Corinthians
- Campeonato Brasileiro Série B: 2008
- Campeonato Paulista: 2009 e 2013
- Copa do Brasil: 2009
- Campeonato Brasileiro: 2011
- Copa Libertadores da América: 2012
- Copa do Mundo de Clubes da FIFA: 2012
- Recopa Sul-Americana: 2013

Flamengo
- Copa do Brasil: 2013
- Taça Guanabara: 2014
- Torneio Super Clássicos: 2014
- Campeonato Carioca de Futebol: 2014

Bahia
- Campeonato Baiano: 2015

### Prêmios individuais
- Seleção do Campeonato Paulista: 2009 e 2011
- Bola de Prata (Revista Placar): 2010
- Seleção do Campeonato Brasileiro (Troféu Mesa Redonda):  2010